# Dance of December Souls
Albums de Katatonia
Brave Murder Day
(1996)
Dance Of December Souls est le premier album du groupe de metal suédois Katatonia, sorti en 1993 sous le label No Fashion Records.
Il est le seul album du groupe à avoir des touches de black metal (de par le chant de Jonas Renkse, bien qu'il soit également et majoritairement porté sur le death growl).

## Liste des chansons
1. Seven Dreaming Souls (Intro) – 0:45
2. Gateways of Bereavement – 8:15
3. In Silence Enshrined – 6:30
4. Without God – 6:51
5. Elohim Meth – 1:42
6. Velvet Thorns (of Drynwhyl) – 13:56
7. Tomb of Insomnia – 13:09
8. Dancing December – 2:18

## Line up
- Jonas Renkse – chant, batterie
- Anders Nyström – guitares
- Guillaume Le Huche – basse

### Membre additionnel
- Dan Swanö – claviers